# Adam Dezydery Saryusz Łącki
Adam Dezydery Saryusz Łącki herbu Jelita (ur. w 1720 – zm. 29 lipca 1784 w Warszawie) – generał lejtnant wojsk koronnych w 1777, kasztelan sandomierski 1764-1784, kasztelan czechowski 1768-1774, konsyliarz Rady Nieustającej 1776-1780, cześnik opoczyński 1754-1757, podstoli opoczyński 1757-1764, stolnik opoczyński 1764-1765, chorąży opoczyński 1765-1768.

## Życiorys
W załączniku do depeszy z 2 października 1767 roku do prezydenta Kolegium Spraw Zagranicznych Imperium Rosyjskiego Nikity Panina, poseł rosyjski Nikołaj Repnin określił go jako posła właściwego dla realizacji rosyjskich planów na sejmie 1767 roku. Poseł na Sejm 1767 roku i konsyliarz konfederacji z województwa sandomierskiego. Gorliwy stronnik Stanisława Augusta Poniatowskiego, walczył przeciwko konfederatom barskim, w 1772 roku delegowany do układów z zaborcami. Członek konfederacji 1773 roku. Członek Komisji Wojskowej Koronnej w 1775 roku. Komisarz Komisji Dobrego Porządku województwa sandomierskiego. Członek Departamentu Wojskowego Rady Nieustającej w 1779 roku.
W 1778 odznaczony Orderem Orła Białego, w 1776 został kawalerem Orderu Świętego Stanisława.